# 牧野紀之
牧野 紀之（まきの のりゆき、1939年 - ）は、日本の哲学者・ドイツ語学者。

## 経歴
1939年、東京都生まれ。1963年、東京大学文学部哲学科を卒業。旧・東京都立大学大学院へ進み、1970年に卒業。東京都立大学での指導教官は寺沢恒信であった。同期に許萬元がいる。
60年安保闘争の中で直面した問題と取り組み、ヘーゲル哲学を介して考える中で、生活を哲学する方法を模索した。

## 家族・親族
- 祖父：牧野英一は刑法学者。

## 著書
- 『囲炉裏端』鶏鳴出版、1988年10月
- 『関口ドイツ文法』未知谷、2013年6月。編著
- 『辞書で読むドイツ語』未知谷、第3版2015年
- 『西洋哲学史要』(新版)、波多野精一著、牧野 紀之再話、未知谷、2007年
- 『哲学の教科通信 天タマ』鶏鳴出版、2020年

## 訳書
- G.W.F.ヘーゲル『精神現象学』（未知谷、2001年、第二版2018年）
- 『ヘーゲル 小論理学』（上・下、鶏鳴出版、1989年）
  - 『ヘーゲル 小論理学』（未知谷、2018年）
- カール・マルクス『対訳・初版資本論 第1章及び附録』（信山社出版、1993年）